# Fleet Radio Unit
Le Fleet Radio Units (FRU) erano i centri maggiori degli Alleati nella seconda guerra mondiale per la crittografia e lo spionaggio con segnali elettromagnetici (SIGINT) durante la campagna del Pacifico. Inizialmente due FRU furono installate nel Pacifico, una a Pearl Harbor, nelle isole Hawaii, chiamate Station HYPO o FRUPAC (Fleet Radio Unit, Pacific) e l'altra chiamata Station CAST o Belconnen, alla Stazione Navale Sangley Point, poi isola di Corregidor, nelle Filippine. Con la caduta delle Filippine in mani giapponesi nei mesi di aprile e maggio 1942, il personale della stazione CAST fu evacuato e trasferito in una nuova FRU a Melbourne in Australia, chiamata FRUMEL (Fleet Radio Unit, Melbourne). HYPO e FRUMEL avevano tra l'altro il compito di supervisione sulle unità distaccate in altre, diverse località e di quelle imbarcate su navi attraverso le aree del Pacifico, fino alla fine della guerra. Un terzo centro, il NEGAT, risiedeva presso i quartier generali OP-20-G (Office of Chief Of Naval Operations (OPNAV), 20ª Division of the Office of Naval Communications, G Section / Communications Security) a Washington, DC. L'intera attività di decrittazione condotta dalle varie unità era denominata Operation Magic.
Il legame tra le unità e l'Ufficio Combinato dell'Estremo Oriente (FECB; il centro di intelligence sui segnali si trovava a Colombo (Ceylon) nel 1942) era intitolato Copek.